# 師崎漁港市場

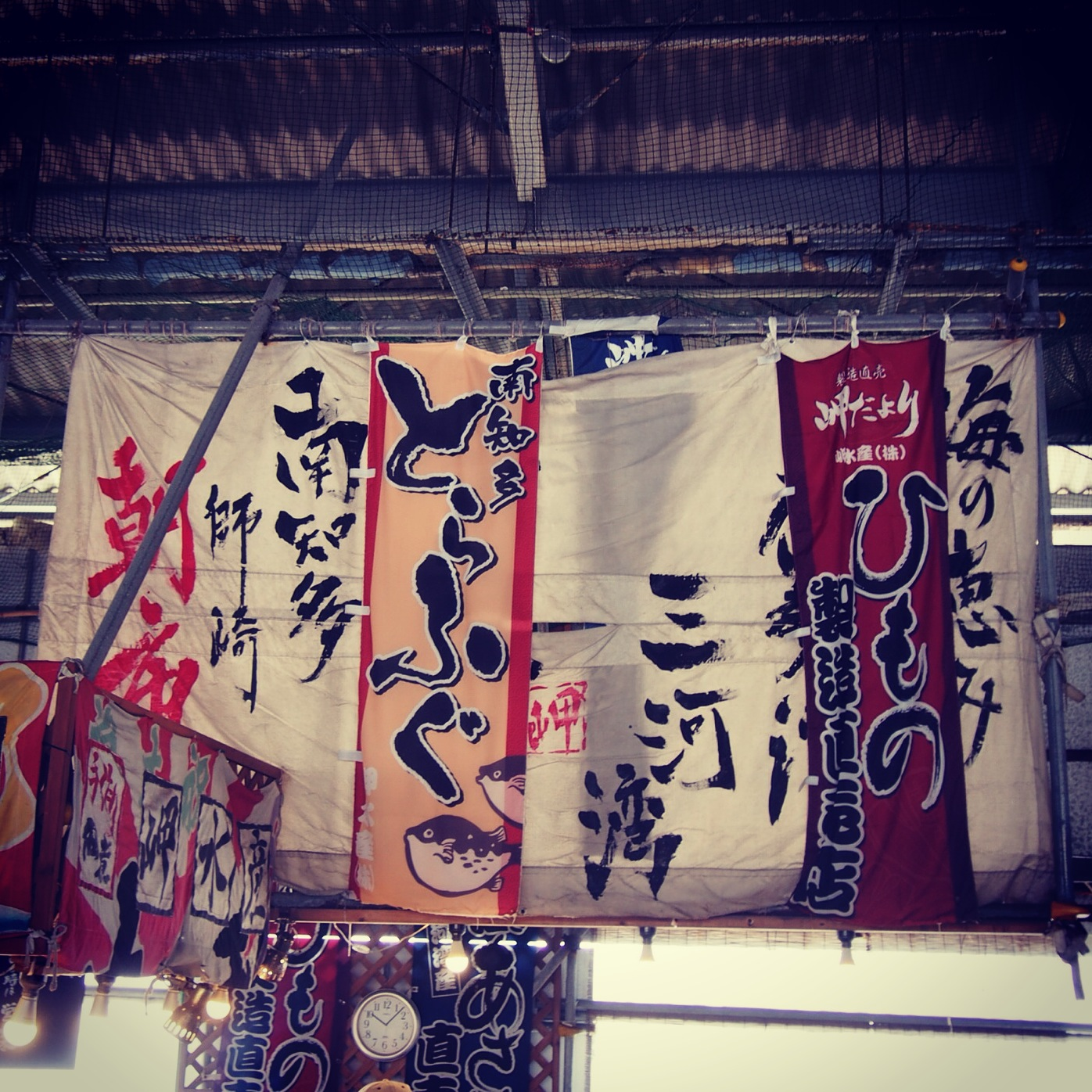
師崎漁港市場

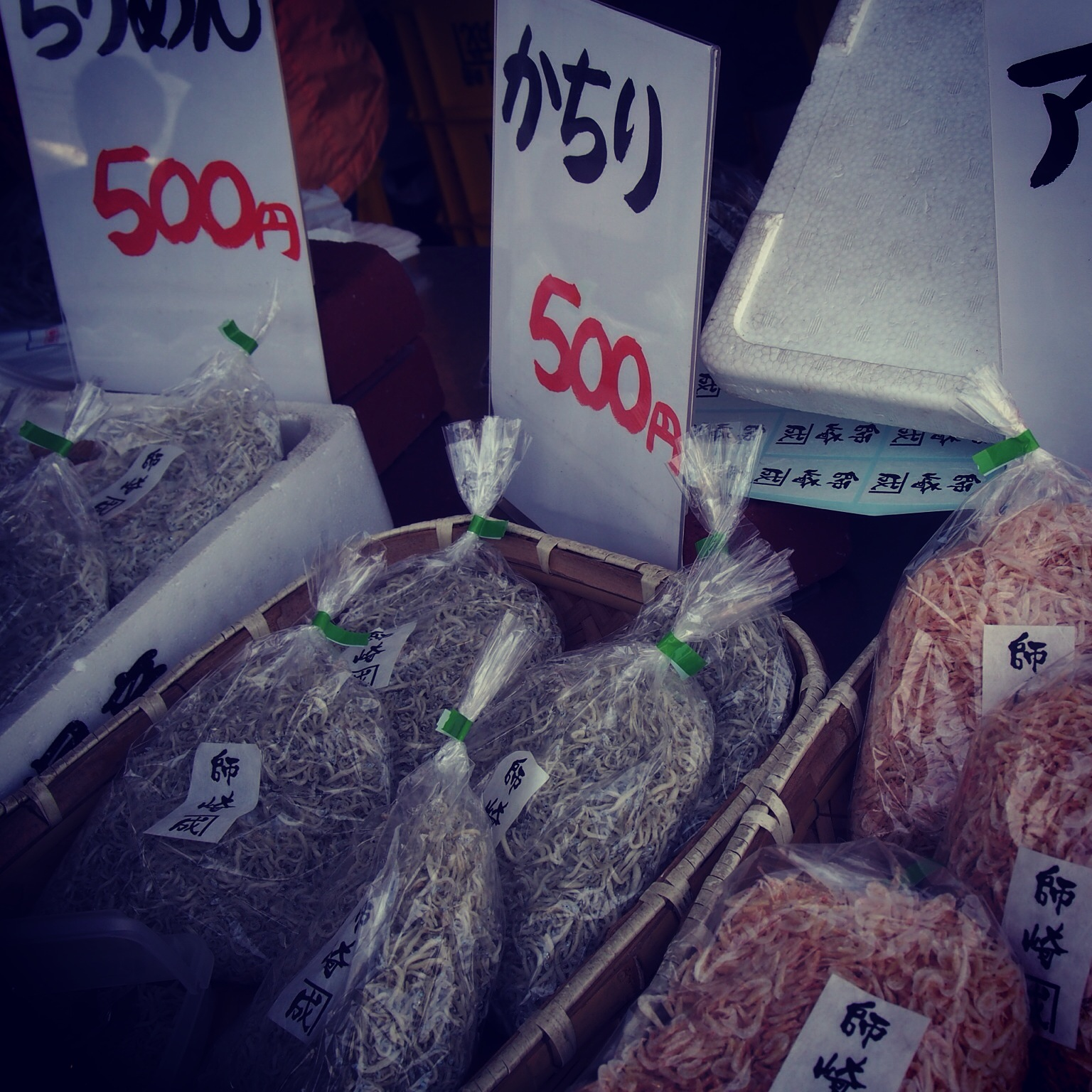
小女子のかちり干し

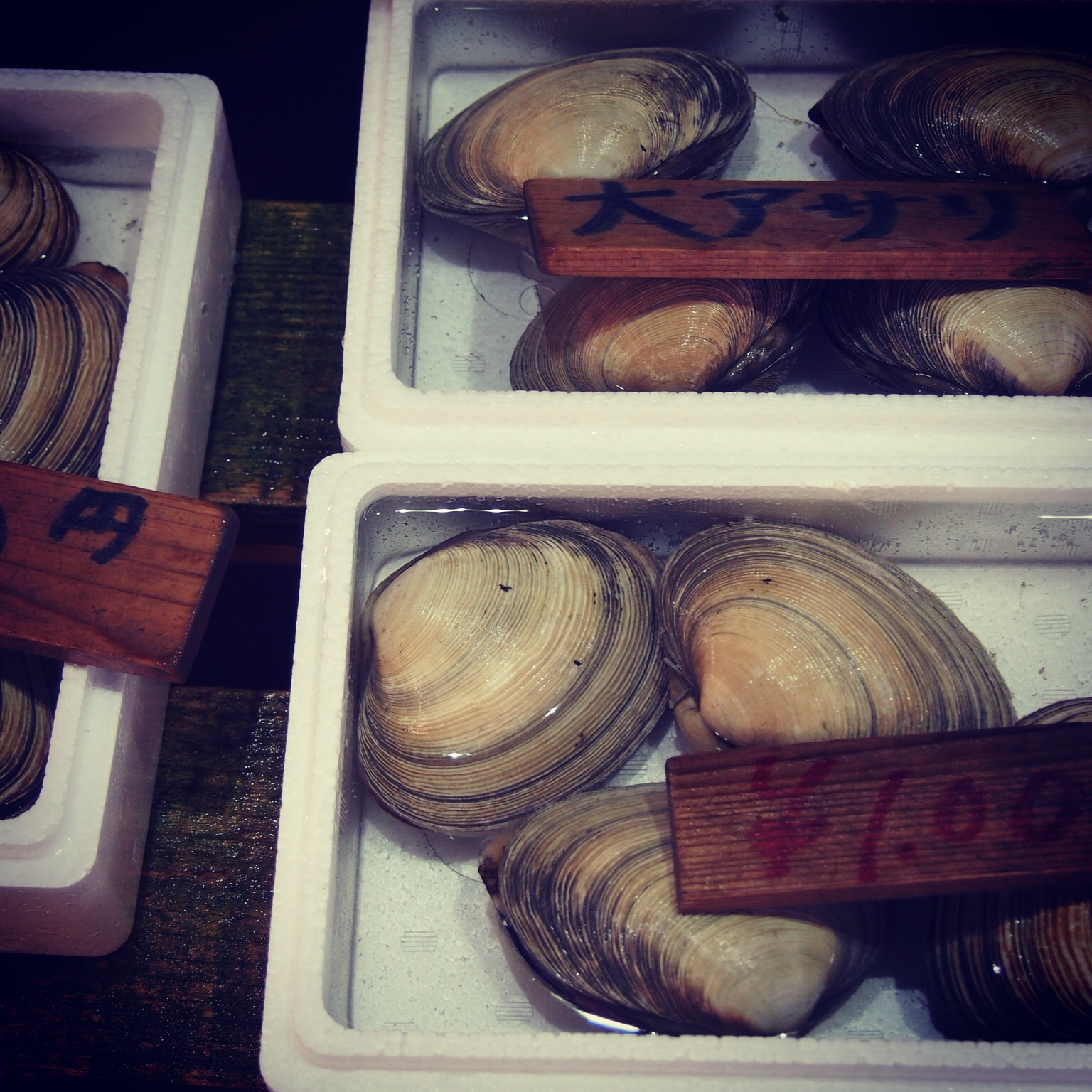
大あさり（ウチムラサキ）

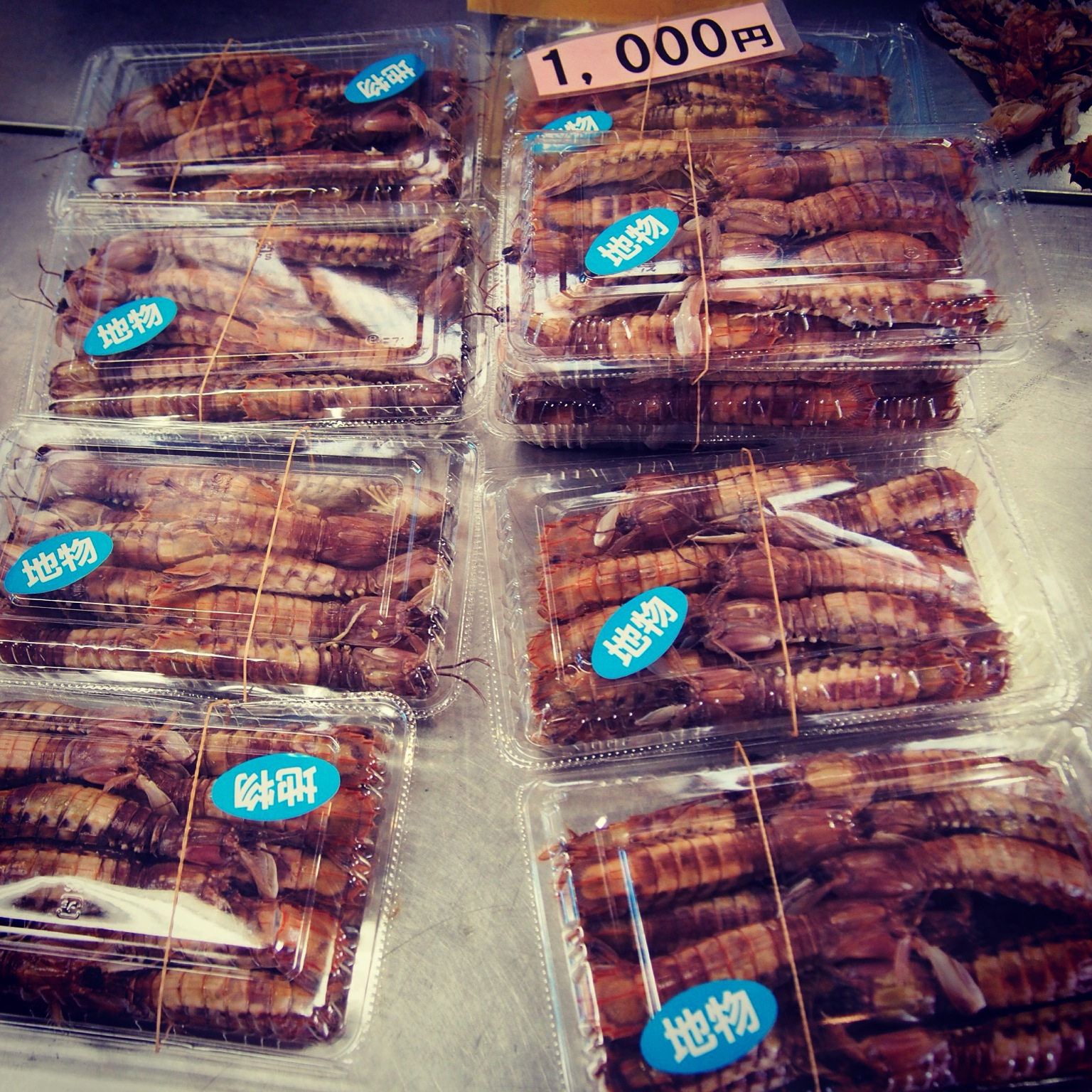
シャコ

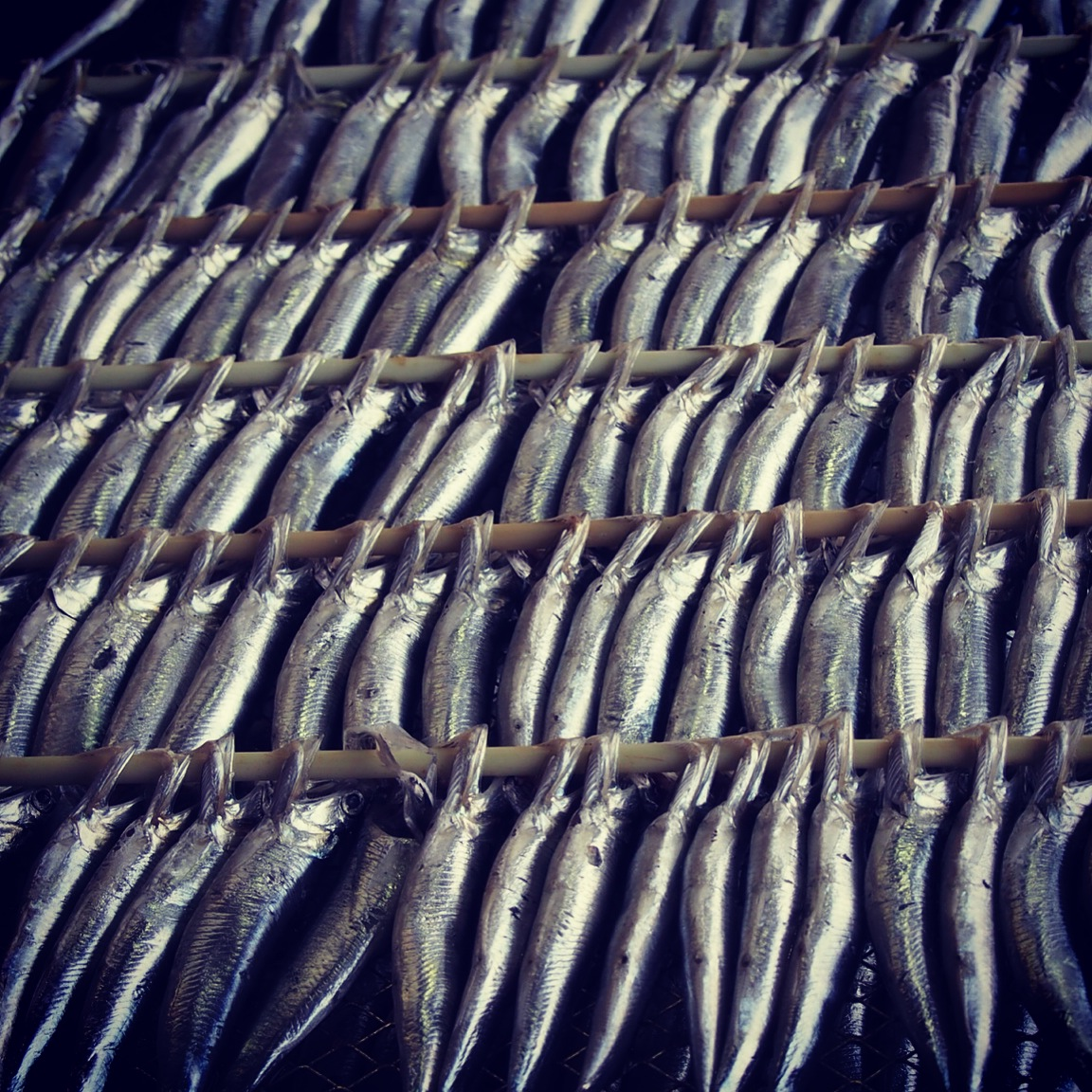
イワシ丸干し

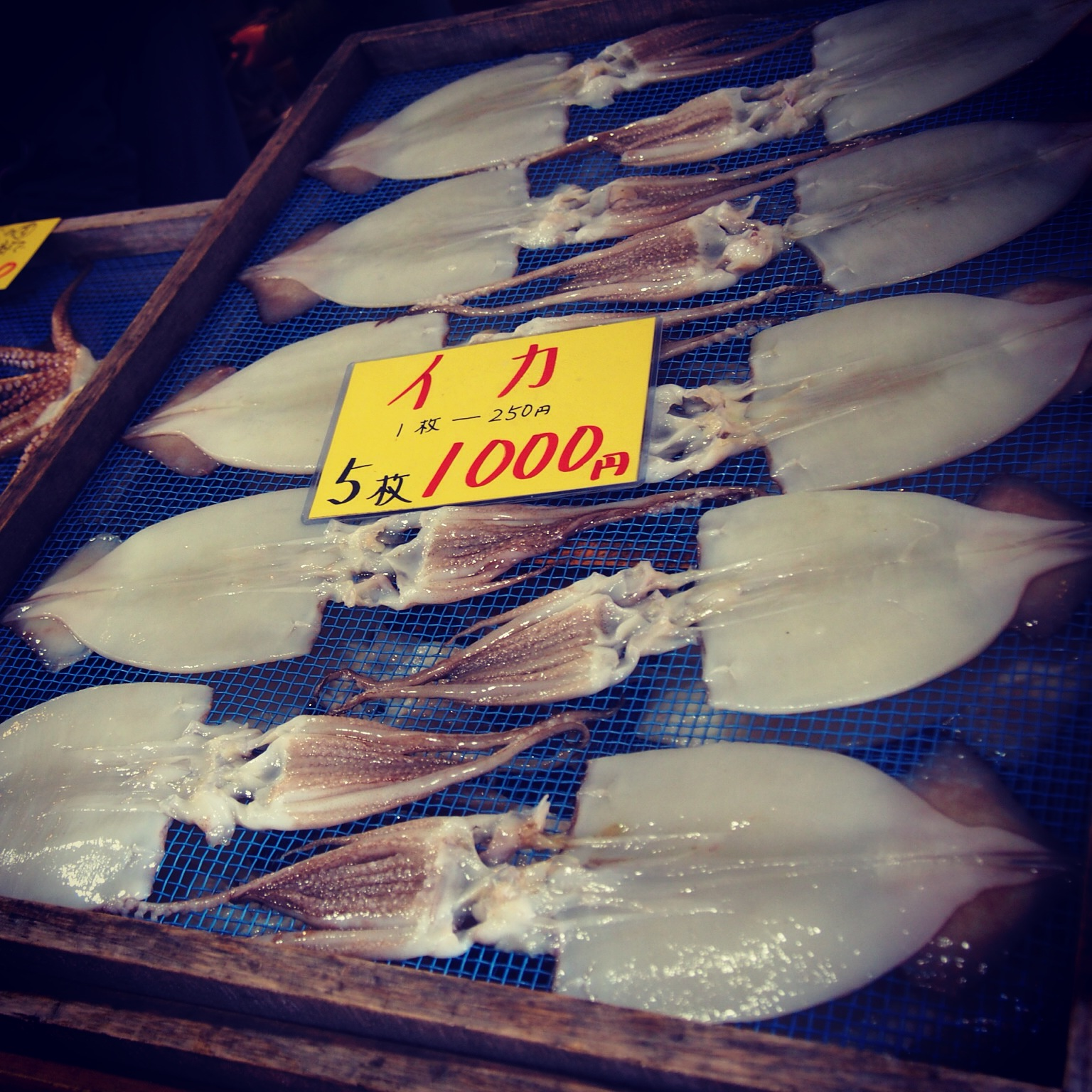
イカ干し

師崎漁港市場（もろざきぎょこういちば）は、愛知県知多郡南知多町師崎の漁港で開かれる市場。師崎漁港は、愛知県管理の第2種漁港で、主に「沿岸漁業地域」とされている。

## 概要
- 管理者 - 愛知県（第2種漁港）
- 漁業協同組合 - 師崎漁業協同組合
- 組合員数 - 平成24年 754名（准組合員含む）

## 特徴
愛知県知多半島の尖端に位置する「師崎」は、伊勢湾と三河湾が交差し、外洋も近く、古くから漁業が盛んな地域であった。
師崎漁港では、特に「一本釣り漁業」「船びき網漁業」が盛ん。「一本釣り」では高級魚のタイなど、「船びき網」では、小女子（こおなご / イカナゴ）が水揚げされる。
「フグ」「シャコ」「タコ」「アナゴ」が人気で、名古屋圏から観光客が訪れる。
近年は、新規漁業就業者は少なく、高齢化が進む。よって、漁業と観光、商業との連携をすすめ、地産地消の推進により活性化をはかっている。周辺漁業組合との共同で産地識別タグを普及させ、「南知多産」として知名度向上を目指している。
師崎漁港では朝市が開かれており、新鮮な海産物が良心価格で手に入れられ、観光地、ドライブコースとして人気がある。
師崎漁港朝市は、水曜日を除き、朝8:00から12:00頃まで開かれ、新鮮な魚介類や干物、佃煮などの加工品が販売されている。
- 悪天候により中止の場合あり

### 主な漁法
- 一本釣り漁業（タイ、アジなど）
- 船びき網漁業（シラス・マイワシ・カタクチイワシ
- 潜水漁業（ウチムラサキ、平貝など）
- その他：ワカメ養殖、あなごかご漁、たこつぼ漁、底びき網漁業（シャコ、アナゴ、サルエビなど)、はえ縄漁（トラフグ）

### 主な漁場
- 伊勢湾：アカカマス、イカナゴ、ガザミ、カタクチイワシ、カマス、カレイ、クロダイ、コノシロ、サバ類、シバエビ、シャコ、シラス、ジンドウイカ、スズキ、ナマコ、ノリ、マアナゴ、マイワシ、マダコ、ワカメ
- 三河湾：アサリ、イカナゴ、ガザミ、カタクチイワシ、ギマ、クロダイ、サヨリ、シャコ、スズキ、トラフグ、トリガイ、ノリ、マアジ、マイワシ、マダコ
- 外海：アマダイ、イボダイ、カイワリ、カタクチイワシ、クロダイ、ケンサキイカ、コウイカ、コショウダイ、シラス、スズキ、スルメイカ、タチウオ、チダイ、トラフグ、ニギス、ハモ、ヒラメ、ホウボウ、マイワシ、マダイ、マルアジ、ムロアジ、メヒカリ、ヤリイカ

### 特に漁獲量の多い魚種と時期
- 小女子(イカナゴ)：3月
- シラス：4月-6月、9月-11月
- カタクチイワシ：7月-10月
- マイワシ：8月-10月

### 小女子(こおなご)漁
師崎漁港は、特に「小女子」（イカナゴ）の漁獲量が多く旬の時季には活気づく。
3月初め頃に解禁日を迎え、毎年3月中旬〜春分の頃が漁の最盛期。しらす干しや釜揚げ、佃煮などに加工され市場に並ぶ。
伊勢湾・三河湾は、全国でも有数の小女子(こおなご)の漁場で、水揚げ量も上位。愛知県により「あいちの四季の魚」の「春の魚」に選定されている。
小女子の資源管理
小女子漁は、昭和50年代に厳しい不漁にみまわれたため、「漁の期間の制限(解禁日と終了日の決定)」および「親魚の保護」などにより資源管理に取り組んでいる。
- 解禁日：小女子の体長が3.5cmに成長する日を目安とし、稚仔魚調査や試験びきの結果を用い水産試験場が予測、発表。

ちりめん（カタクチイワシ、マイワシ、小女子）
- ちりめん:小魚を茹でて、その後、干して製品にしたものの総称。カタクチイワシ、マイワシ、小女子（イカナゴ）の稚魚が一般的
- しらす干し：釜揚げしたものを半乾きの状態まで干したもの（水分が残り、色が白い）
- かちり干し：さらに乾燥させたもの（水分が抜け、色が透明に近い）

## 市場の開催
師崎漁港朝市 
- 開催：水曜日を除く、朝8:00から12:00頃まで（水曜が祝日の場合は開催）
- イベント：第三日曜日は「海鮮汁」無料サービスあり（数に限りあり）
- 年末年始、8月のお盆前後は休場
- 悪天候による中止の場合あり

## 交通アクセス
- 名鉄河和線「河和駅」から知多バス「師崎港」行きで30分、「師崎東口」下車すぐ
- 南知多道路「豊丘IC」より愛知県道7号半田南知多公園線を南へ進み、「羽豆岬交差点」を東へ進み、国道247号を東へ進む
- 駐車場あり（無料）

## 周辺
- 羽豆岬：三河湾国定公園の一部。幡豆岬城の跡地に羽豆神社が置かれている。社叢は国の天然記念物羽豆神社の社叢。
- 師崎港：愛知県管理の地方港湾。名鉄海上観光船の運航港